# Pedro Andrade Pradillo
Pedro Andrade Pradillo war ein mexikanischer Fußballspieler, der wahlweise in der Abwehr bzw. im defensiven Mittelfeld agierte.

## Laufbahn
Andrade Pradillo spielte von 1933/34 bis 1940/41 beim Club América, mit dem er 1938 den Pokalwettbewerb gewann.
Im selben Jahr kam Andrade Pradillo auch zu seinem einzigen Länderspieleinsatz für die mexikanische Fußballnationalmannschaft. Er gehörte zum Kader der Nationalmannschaft beim in Panama ausgetragenen Fußballturnier der Zentralamerika- und Karibikspiele, das die Mexikaner zu ihren Gunsten entschieden. Bei diesem Wettbewerb bestritt er das am 14. Februar 1938 ausgetragene Spiel gegen Venezuela, das 1:0 gewonnen wurde.
In den ausgehenden 1960er Jahren war Andrade Pradillo Präsident des Fußballvereins UNAM Pumas.

## Erfolge

### Verein
- Mexikanischer Pokalsieger: 1938

### Nationalmannschaft
- Sieger der Zentralamerika- und Karibikspiele: 1938